# Chad Borja
Chad Borja es un cantante filipino.

## Biografía
Chad Borja nació en la Isla de Cebú, además entró por primera vez a los estudios de grabación para grabar su primer sencillo titulado "Ikaw Lang", aunque en la multitud cayó tan profundo como siempre bajo el hechizo de su voz potente. Chad interpretó canciones dedicadas al amor.
Este veterano anteriormente había participado en concursos de canto en la Universidad de San Carlos (donde estudió), desde entonces ha estado en todas sobre todo en las bodegas en Manila durante nueve meses, para realizar recorridos turísticos a nivel nacional, la grabación en los Estados Unidos con grandes estrellas como Lani Hall y Lettau Kevyn. En este punto de su carrera, la canción se dice que fue lo mejor en describir su vida, interpretando el tema musical titulado "A Song For You" de los Carpenters.
Su primer recuerdo en la música es de su padre cantando el tema clásico titulado "Stardust" cuando a las 4 a. m., un accidente automovilístico inesperadamente llevó a su padre lejos de él cuando tenía unos 13 años de edad, Chad encuentra el consuelo en la música. Él comparte declarándose un solitario. Pero en la música, encontró una manera de expresar sus emociones. Eso le comenzó a unirse a concursos de canto de toda la escuela. Ganó algunos premios, que perdió algunos. Era sólo una firme determinación en lo que mantuvo cantando. Se había quedado profundamente enamorado de la música, y para entonces, nada podía evitar que ella.

## Discografía
- Ikaw Lang
- Kung Ako Na Lang Sana
- Tulog
- Heaven In Your Smile - dueto con Alecx Estrada